# Красная Глинка (Самара)
Кра́сная Гли́нка — микрорайон в Красноглинском районе Самары, самая северная часть города.

## История
К 1925 году посёлок Красная Глинка насчитывал 200 дворов.
1 августа 1937 года совместным постановлением Совнаркома СССР и ЦК ВКП(б) было принято решение о строительстве гидроэлектростанции на Волге в створе Жигулёвских гор. В 1938 году на Красной Глинке было построено несколько бараков для временных механических мастерских Куйбышевского гидроузла. Заключёнными Самарлага была построена железная дорога «Безымянка — Красная Глинка» протяжённостью 42,5 км. В 1940 году ремонтные мастерские были переданы под управление Особстроя НКВД, позже механические мастерские стали основой Завода № 4 Управления материально-технического снабжения НКВД, в 1958 году завод получил название «Электрощит».
В 1942 году был образован Красноглинский район города Куйбышева и посёлок Красная Глинка вошёл в его состав, но уже в сентябре 1946 года район был упразднён, и посёлок оказался в составе Кировского района. Второй раз Красноглинский район был образован как административная территория города, 22 февраля 1952 года в соответствии с указом Президиума Верховного Совета РСФСР и на основании решения № 200 от 28.02.1952 г. исполкома Куйбышевского городского Совета депутатов трудящихся.

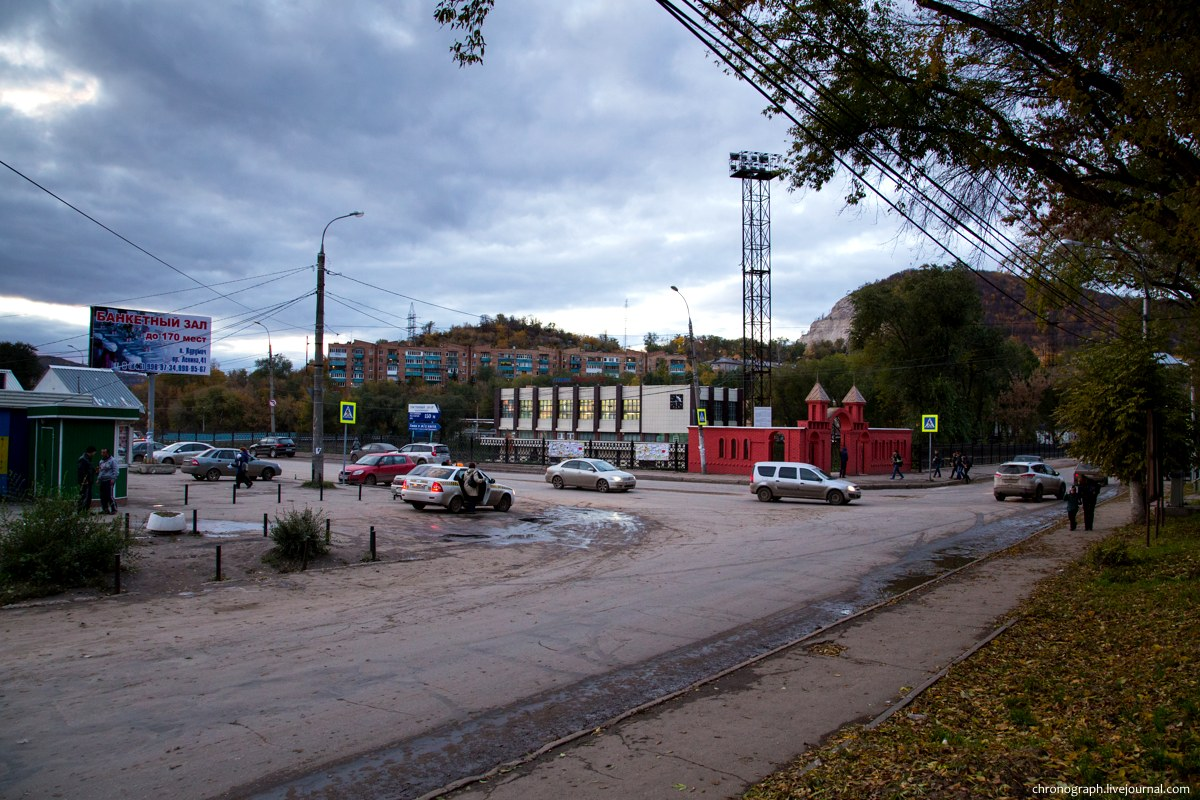
Центр посёлка

## Структура посёлка

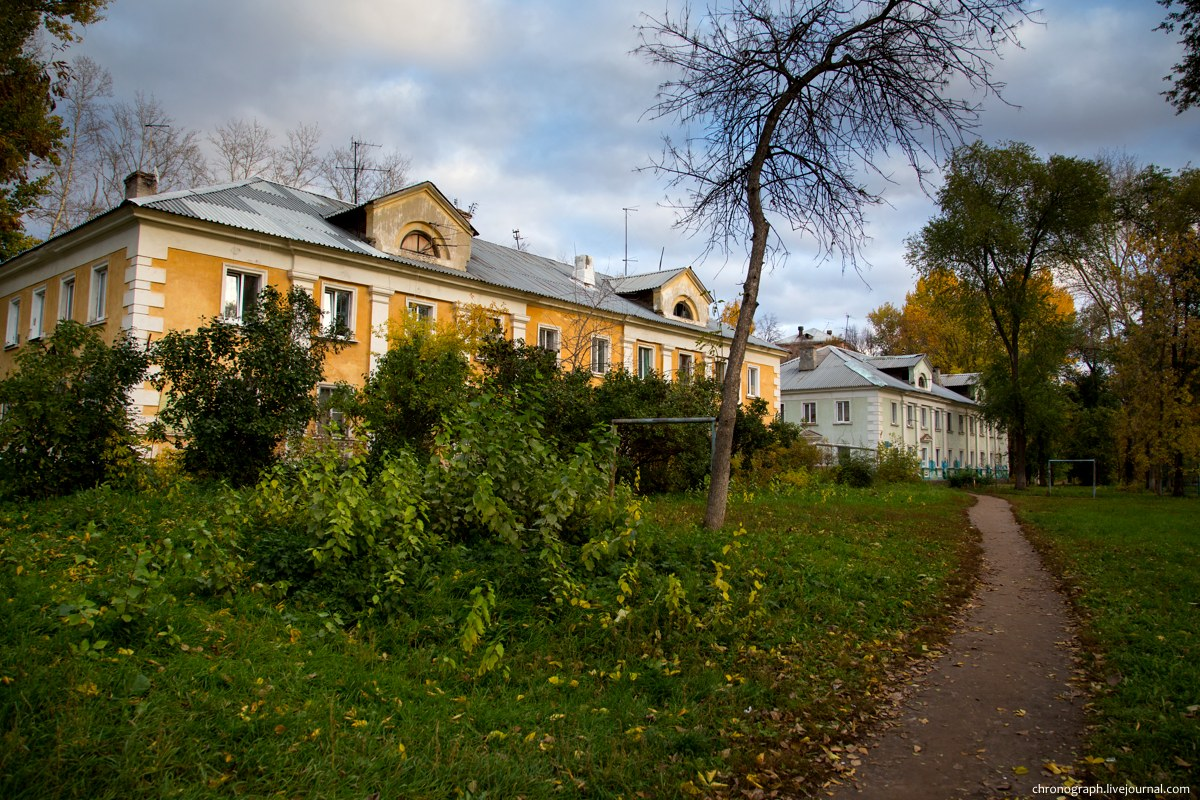
Застройка

Основное градообразующее предприятие — завод «Электрощит». На нём работает большинство жителей посёлка Красная Глинка.
Посёлок застроен разными типами жилья: это и пятиэтажные «хрущёвки», трёхэтажные дома старой застройки, новый 16-этажный дом на ул. Батайской, широко представлен и частный сектор, но основная часть населения проживает в новых девятиэтажных домах в 1-м и 4-м кварталах.
На территории посёлка находится самая высокая точка Сокольих гор — гора Тип-Тяв (282 метра). В посёлке расположен горнолыжный комплекс «Сок Красная Глинка».
В состав Красной Глинки (почтовое отделение 443048) также входят посёлки Южный, 41-й километр, Горный (ж.д. станция «Царевщина») и район «Дома́ ЭМО» (6 бараков и частный сектор с коттеджной застройкой)

### Транспорт
Между посёлком и Самарой, а также близлежащими населёнными пунктами (большинство из которых входит в городской округ Самара), такими как Волжский (Царевщина), Курумоч, Новый Буян, Прибрежный, Берёза, аэропорт Курумоч, Мирный налажено транспортное сообщение.

### Здания и сооружения
- Завод компании «PepsiCo», производитель напитков под брендом «Пепси»
- Стадион «Энергия» (строительство 1967—1970, в 1977 году у нему пристроен дворец спорта — ныне спорткомплекс «Виктория»),
- Автостанция, кафе «Фортуна»
- Завод «Электрощит»
- Собор Святителя Алексия (современная постройка)
- Дом культуры «Искра» (открыт в 1953 году)
- Санаторий «Красная Глинка»
- Средняя школа № 118
- Детский сад № 78
- Гостиница «Моя Глинка»
- Горнолыжный комплекс с бугельными подъёмниками
- «Холодильник» вместимостью 26 тысяч тонн[7][8]

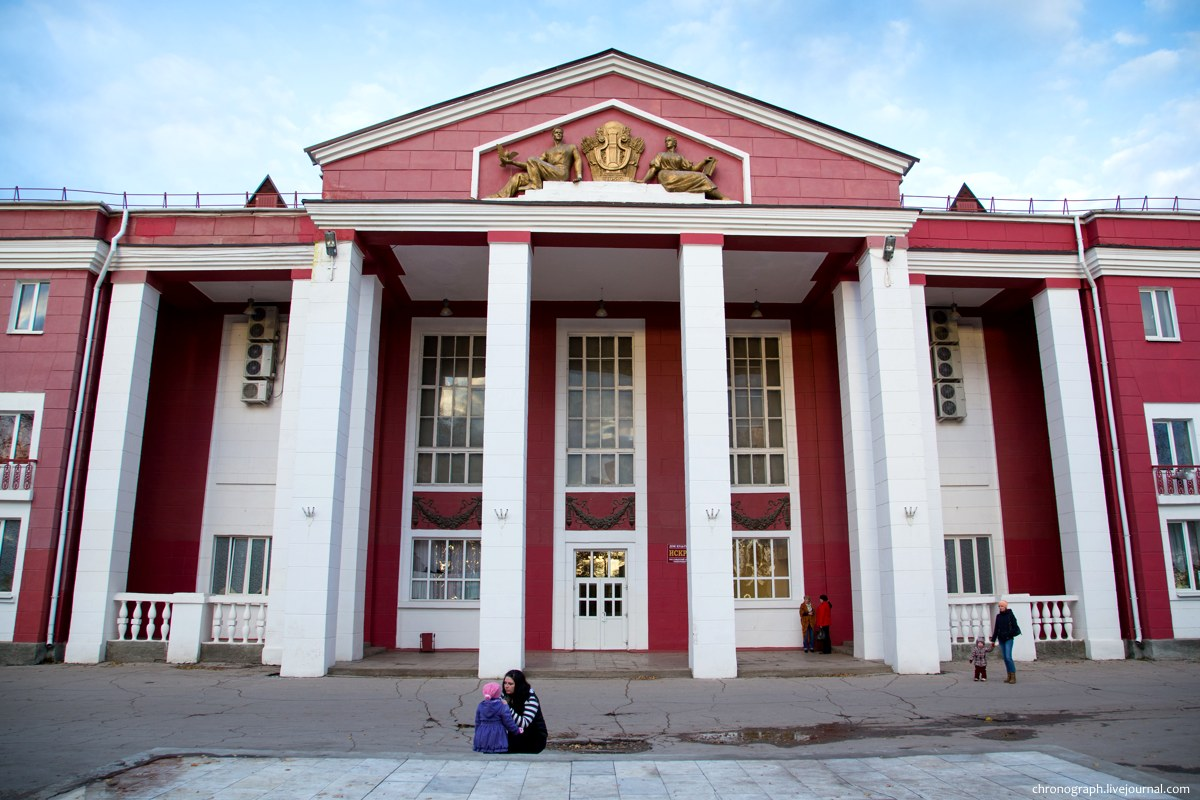
Дом культуры «Искра»

### Улицы и кварталы
Посёлок разделён на кварталы:
- 1-й квартал
- 2-й квартал
- 3-й квартал
- 4-й квартал[9]
- 5-й квартал

и улицы:
- Батайская
- Жигули
- Крайний проезд
- Верхний проезд
- Нижний проезд
- Сочинская
- Зауральская
- Южная
- Дубравная